# Tanyproctus
Tanyproctus är ett släkte av skalbaggar. Tanyproctus ingår i familjen Melolonthidae.

## Dottertaxa tillTanyproctus, i alfabetisk ordning[1]
- Tanyproctus adanensis
- Tanyproctus aphodioides
- Tanyproctus araxidis
- Tanyproctus armeniacus
- Tanyproctus batangicus
- Tanyproctus beludschistanus
- Tanyproctus beskindensis
- Tanyproctus bicuspidatus
- Tanyproctus brevipennis
- Tanyproctus bucharicus
- Tanyproctus canui
- Tanyproctus carbonarius
- Tanyproctus carceli
- Tanyproctus cariensis
- Tanyproctus confinis
- Tanyproctus crinitus
- Tanyproctus davidis
- Tanyproctus dechambrei
- Tanyproctus delesserti
- Tanyproctus demaisoni
- Tanyproctus eghtedari
- Tanyproctus eversmanni
- Tanyproctus farsensis
- Tanyproctus fastus
- Tanyproctus feai
- Tanyproctus festivus
- Tanyproctus francottei
- Tanyproctus ganglbaueri
- Tanyproctus holzschuhi
- Tanyproctus indescriptus
- Tanyproctus inflatus
- Tanyproctus iranicus
- Tanyproctus israeliticus
- Tanyproctus jizu
- Tanyproctus jordaniacus
- Tanyproctus kabulensis
- Tanyproctus karenensis
- Tanyproctus kermanshahensis
- Tanyproctus kindermanni
- Tanyproctus kraatzi
- Tanyproctus kriecheldorffi
- Tanyproctus kurdistanus
- Tanyproctus lamberti
- Tanyproctus lanatus
- Tanyproctus latimanus
- Tanyproctus ledereri
- Tanyproctus longipes
- Tanyproctus lydiensis
- Tanyproctus minutus
- Tanyproctus mourzinei
- Tanyproctus muchei
- Tanyproctus nabataeus
- Tanyproctus nitidus
- Tanyproctus novicius
- Tanyproctus opacipennis
- Tanyproctus ortospanaensis
- Tanyproctus ovatus
- Tanyproctus pallidus
- Tanyproctus pamphilus
- Tanyproctus parallelus
- Tanyproctus parvus
- Tanyproctus paulusi
- Tanyproctus persicola
- Tanyproctus persicus
- Tanyproctus pilimargo
- Tanyproctus poggii
- Tanyproctus portusus
- Tanyproctus pumilus
- Tanyproctus puncticeps
- Tanyproctus pygidialis
- Tanyproctus reichei
- Tanyproctus riparius
- Tanyproctus rubicundus
- Tanyproctus rufidens
- Tanyproctus rugulosus
- Tanyproctus sabatinellii
- Tanyproctus samai
- Tanyproctus sanxiaensis
- Tanyproctus satanas
- Tanyproctus saulcyi
- Tanyproctus sichuanicus
- Tanyproctus similis
- Tanyproctus sinaiticus
- Tanyproctus sinuatifrons
- Tanyproctus speculator
- Tanyproctus syriacus
- Tanyproctus tenasserimensis
- Tanyproctus tennatus
- Tanyproctus tuniseus
- Tanyproctus turanicus
- Tanyproctus unicolor
- Tanyproctus varians
- Tanyproctus waziristanicus
- Tanyproctus vedicus
- Tanyproctus verryi
- Tanyproctus xizangensis
- Tanyproctus yunnanicus
- Tanyproctus yunnanus
- Tanyproctus zartoshti